# Hobo Humpin' Slobo Babe
Hobo Humpin' Slobo Babe är en låt av den svenska gruppen Whale. Den utgavs som singel 1993 och är gruppens debutsingel. Mark Pellington, som regisserade musikvideon till låten, vann priset "Årets regissör" vid MTV Europe Music Awards 1994.

## Låtlista
Vinylsingel (7"), Storbritannien (1994)
1. "Hobo Humpin' Slobo Babe" — 4:00
2. "Lips" — 5:01

CD-singel, Europa (1993)
1. "Hobo Humpin' Slobo Babe" — 3:59
2. "Lips" — 5:01
3. "Eye 842" — 4:25

CD-singel Frankrike & Benelux (1993)
1. "Hobo Humpin' Slobo Babe" — 4:00
2. "Lips" — 5:01

CD-singel 1, Storbritannien (1995)
1. "Hobo Humpin' Slobo Babe" — 4:01
2. "You And Your Sister" — 5:18
3. "Singer Star" — 4:06

CD-singel 2, Storbritannien (1995)
1. "Hobo Humpin' Slobo Babe" (Doggy Style by The Dust Brothers) — 4:37
2. "Hobo Humpin' Slobo Babe" (Sniffin' Plankton Mix by Monkey Mafia) — 6:46
3. "Hobo Humpin' Slobo Babe" (Skorpio Mix by Roni Size & DJ Die) — 5:11

## Medverkande
- Cia Berg
- Henrik Schyffert
- Gordon Cyrus